# Maximin-Joseph Emmanuel Guidal

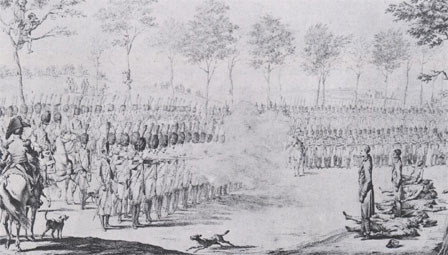
Exécution de Guidal.

Maximin-Joseph Guidal, dit Emmanuel, né le 31 décembre 1764 à Grasse et fusillé le 29 octobre 1812 à Vaugirard, est un général de brigade français, connu pour son rôle dans la conspiration de Malet.

## Biographie
Fils d’Honoré, négociant, et de Marie-Marthe Mougins, marié à Grasse le 22 novembre 1790 à Marthe Bernard, fille de Jean-Antoine, négociant, et de Thérèse-Paul Vidal, née à Grasse, le 21 janvier 1770, Guidal commence comme soldat au régiment d'Artois du 16 janvier au 27 septembre 1781. Dragon au régiment Deux-Ponts du 25 juin 1783 au 29 novembre 1786, il passe capitaine au 10e bataillon de volontaires du Var, le 12 février 1793 avant d’être nommé commandant dudit bataillon en mai 1793. Commandant du 2e bataillon de la 30e demi-brigade légère, le 1er germinal an V, il devient adjudant-général le 5 brumaire an VI (nomination du 8) et finalement général de brigade le 17 pluviôse an VII (nomination du 28).
Le 8 pluviôse an VIII, alors qu’il commande le département de l'Orne, le général chouan Louis de Frotté lui annonce qu’il souscrit aux lois acceptées par les autres chefs royalistes. On lui envoie aussitôt un sauf-conduit pour se rendre à Alençon, afin de négocier son accommodement. Le 26 pluviôse an VIII, alors que Guidal négocie avec lui dans cette ville, à l’Hôtel du Cygne, Frotté est fait prisonnier et exécuté.
Partisan de la République, Guidal entre en désaccord avec Napoléon Bonaparte et se voit destitué le 6 germinal an IX. Il essaye en vain de rentrer au service et, le 22 janvier 1812, il est arrêté à Marseille, au 22 rue Noailles, pour avoir conspiré avec les Britanniques. Dirigé vers Paris le 12 février suivant, il est incarcéré à La Force. Lors de sa tentative de coup d’État en octobre de la même année visant à renverser Napoléon Ier absent de Paris, le général Malet le fait libérer mais, au lieu d’aller arrêter, selon ses instructions, le ministre de la Guerre Clarke et l’archichancelier Cambacérès avec un détachement de gardes nationaux, il va, avec le général La Horie arrêter son ennemi personnel, le ministre de la police Savary. Lorsque le complot finit par être déjoué, Guidal passe, avec Malet et La Horie, en conseil de guerre, et tous trois sont condamnés à être passés par les armes.
Son corps fut inhumé dans une fosse commune du cimetière des suppliciés, le cimetière de Sainte-Catherine.